# Susanna (schip, 1892)
De Susanna was een Duits fregat, dat beroemd werd als het zeilschip dat in de zuidelijke winter van 1905 niet minder dan 99 dagen nodig had om in westelijke richting Kaap Hoorn te ronden.

## Beschrijving
De Susanna werd in 1892 te water gelaten op de scheepswerf van Blohm & Voss in Hamburg. Ze was een dwarsgetuigde driemaster en hoorde daarmee tot de categorie der volschepen. De Susanna was het tweede schip van de in Hamburg gevestigde rederij G.J.H. Siemers & Co, die haar inzette bij het vervoer van salpeter van Chili naar Europa.

## De tocht rond Kaap Hoorn in 1905
In 1905, terwijl het op het zuidelijk halfrond winter was, vertrok de Susanna onder commando van kapitein Christian Jürgens voor een reis van Europa naar de Noord-Chileense havenstad Iquique. De weersomstandigheden in de omgeving van de toch al om haar westelijke stormen beruchte Kaap Hoorn bleken echter ongewoon slecht te zijn. Bij pogingen om de kaap in westelijke richting te ronden vergingen die winter vijf schepen, terwijl vijf andere strandden of door hun bemanningen werden opgegeven. De kapiteins van dertig schepen gaven de onderneming op en besloten beter weer af te wachten op de Falklandeilanden of in Montevideo of Rio de Janeiro. Anderen kozen zelfs voor de beduidend langere oostelijke route langs het zuiden van Afrika en Australië.
Kapitein Jürgens zette echter door. Op 19 augustus passeerde de Susanna de 50ste breedtegraad, die wordt beschouwd als het begin van de passage om Kaap Hoorn. Ze had vervolgens om de kaap te ronden echter maar liefst 99 dagen nodig, waarvan ze op 80 dagen geconfronteerd werd met stormen van windkracht 10 of meer.
Bij aankomst in Iquique bleek dat de lange tijdsduur van de tocht mede was veroorzaakt doordat de Susanna een veel westelijker koers had gevolgd dan noodzakelijk was geweest. Dit was weer een gevolg van het feit dat de bemanning van de Susanna door het slechte weer tijdens een groot deel van de reis geen kans kreeg om aan de hand van waarnemingen van zon, maan of sterren haar exacte positie te bepalen. Bovendien werd vastgesteld dat de voor de berekening van die positie noodzakelijke chronometer aan boord van de Susanna niet de juiste tijd had aangegeven.
Al met al had de Susanna 189 dagen (ruim een half jaar) nodig gehad om van Europa naar Noord-Chili te varen, een record dat sindsdien niet is verbroken.

## Aanvaring in 1908
In 1908 kwam de Susanna op de Elbe in aanvaring met het Zweedse stoomschip Anni, dat daarop zonk, waarbij zes bemanningsleden van de Anni om het leven kwamen.

## Laatste reis
Op een thuisreis uit Zuid-Amerika is de Susanna op 14 augustus 1913 in dichte mist vergaan bij Zantman's Rock, een van de rotsen van de Scilly-eilanden voor de kust van het Engelse Cornwall. Het wrak van de Susanna werd nooit geborgen en ligt daar tot op de huidige dag.